# Virgen del Cortijo

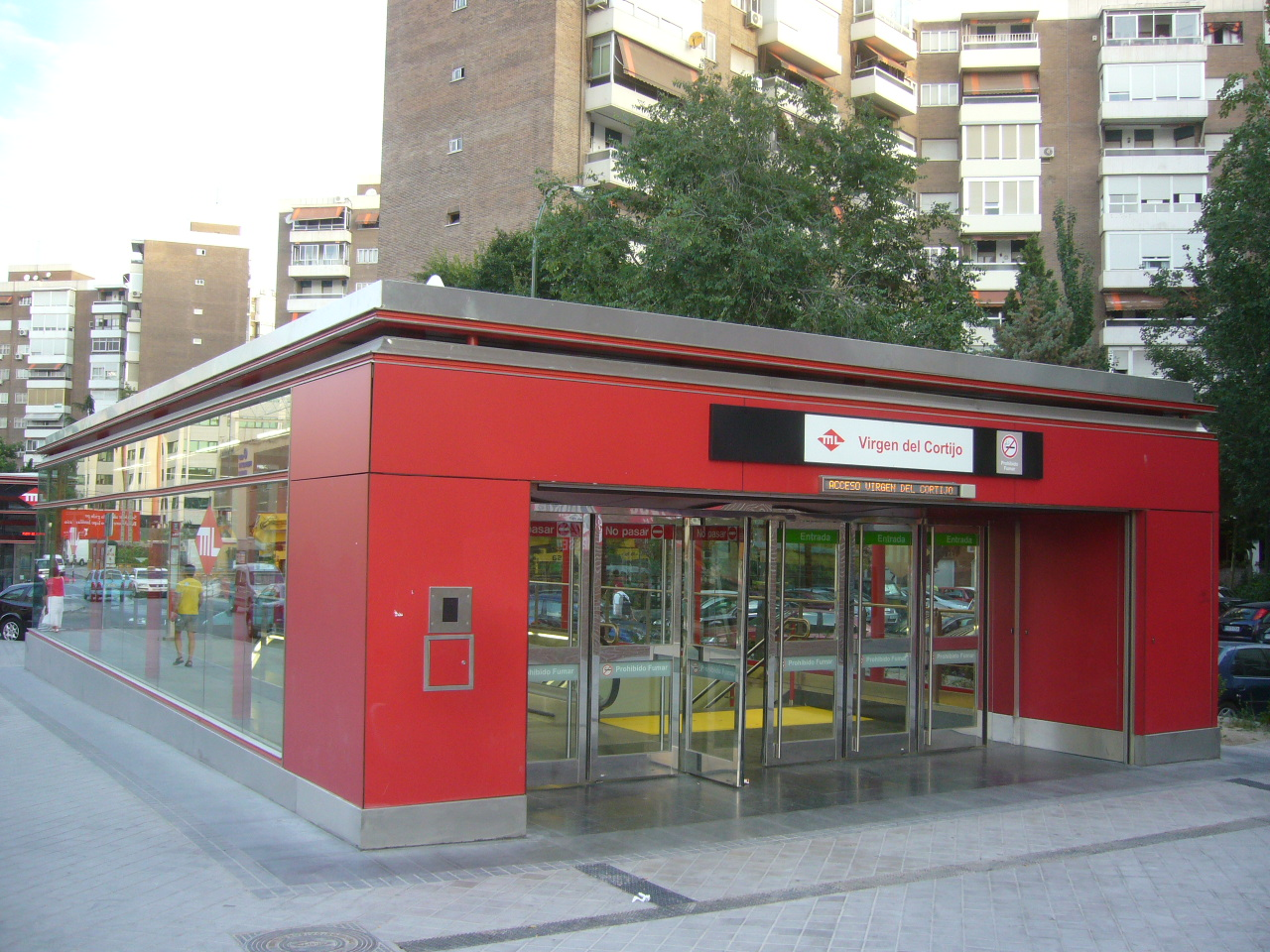
Entrada de la estación de Virgen del Cortijo de la línea ML-1 de Metro Ligero.

Virgen del Cortijo es un área residencial situada al norte de Madrid, dentro del distrito de Hortaleza y del barrio administrativo de Valdefuentes. 
Esta colonia se sitúa entre la A-1, M-11 y Sanchinarro, cerca del nudo de Manoteras. Se articula en torno a dos vías, la calle de Oña y la avenida de Manoteras, entre las cuales se encuentran las viviendas de esta barriada, también conocida popularmente como "La Colmena", debido a la forma hexagonal de sus calles y plazas.

## Transportes

### Autobuses
150 Sol/Sevilla - Virgen del Cortijo
174 Plaza de Castilla - Valdebebas
N1 Cibeles - Sanchinarro
Además, una línea interurbana operada por Interbus, la línea 158, tiene una parada en el extremo este de Virgen del Cortijo comunicando la colonia con Alcobendas y San Sebastián de los Reyes partiendo de Pinar de Chamartín.

### Metro Ligero
Estación de Virgen del Cortijo
| << cabecera        | < estación        | Línea | estación >    | cabecera >> |
| ------------------ | ----------------- | ----- | ------------- | ----------- |
| Pinar de Chamartín | Fuente de la Mora |       | Antonio Saura | Las Tablas  |

### Cercanías
Estación de Fuente de la Mora.
| procedencia/destino | < estación              | Línea | estación > | destino/procedencia |
| ------------------- | ----------------------- | ----- | ---------- | ------------------- |
| Aeropuerto T4       | Valdebebas              |       | Chamartín  | Chamartín           |
| Guadalajara         | San Fernando de Henares |       | Chamartín  | Chamartín           |

## Historia
El ayuntamiento de Madrid aprobó en 1966 el Plan Parcial de Ordenación de Virgen del Cortijo, plan por el cual se asentaba la creación del barrio en un antiguo descampado del norte de Madrid. Así el barrio se desarrolló en diferentes fases que eran ejecutadas por la compañía inmobiliaria Pryconsa. A finales de la década de 1970 se acabó de ejecutar todos los edificios residenciales. A la vez que se desarrollaba el barrio residencial se crearon diferentes industrias, como las tres cementeras y múltiples almacenes de mercancías y vehículos de transporte. Posteriormente el barrio ha conocido el cambio de esta zona industrial por una zona de oficinas. Así, empresas como BMW, AXA, Pascual o NTT Data han establecido sus sedes en Virgen del Cortijo. También se encuentra en este barrio la sede principal del BOE. 
Recientemente ha sido construido un centro comercial, en el cual se encuentran varios restaurantes cerrados (Kebabs, italianos...) así como un conjunto de salas de cine (UGC Ciné Cité) ahora CINESA.

### Problemas del barrio
Desde su creación en la década de 1970, Virgen del Cortijo ha tenido problemas de aislamiento respecto del resto de la ciudad de Madrid. Los problemas más graves fueron la falta de líneas de teléfono, así como la ausencia de medios de transporte público que llegasen al barrio.
En enero de 2007 se puso fin a una demanda vecinal que hacía muchos años que se perseguía, la clausura de las dos plantas hormigoneras del barrio. Este hecho, unido a la clausura de las instalaciones de Gas Natural en la década de 1990, ha permitido reducir el número de industrias en el barrio y aumentar el número de edificios de oficinas.

## Servicios públicos del barrio
| Servicio                                       | Dirección                                 | Teléfono                |
| ---------------------------------------------- | ----------------------------------------- | ----------------------- |
| IES Ramón y Cajal                              | Avda. Manoteras, 55 28050 Madrid          | 917660911               |
| CEIP Virgen del Cortijo                        | Avda. Manoteras, 63B 28050 Madrid         | 917661215 (también Fax) |
| Iglesia Virgen del Cortijo                     | Avda. Manoteras, s/n 28050 Madrid         | 917663081               |
| Centro de Salud Virgen del Cortijo             | Avda. Manoteras, 47 28050 Madrid          | 917665474               |
| Centro Ocupacional Nazaret                     | Avda. Manoteras, 1 28050 Madrid           |                         |
| Residencia Asistida de Ancianos Manoteras      | Calle Oña, 3 28050 Madrid                 | 917665222 Fax 917669742 |
| Centro de Discapacitados Psíquicos Dos de Mayo | Calle Oña, 1 28050 Madrid                 | 913839927               |
| Asociación de Vecinos Virgen del Cortijo       | Calle Oña, s/n (piso piloto) 28050 Madrid | 917661867               |
| Cines CINESA Manoteras                         | Avda. Manoteras, 40 28050 Madrid          |                         |

### Edificios de Interés
- Torre Ámbar
- Torre Gestesa
- Torre Panorama
- Torre Puerta de Chamartín